# Pont d'Ademús (Valence)
Le Pont d'Ademús (ou Puente de Ademuz en espagnol) aussi appelé Pont de les Glòries Valencianes est un pont de la ville de Valence qui traverse les Jardins du Turia et relie les quartiers de Botànic et La Petxina avec ceux de Tendetes et Campanar. Le projet du pont a été réalisé en 1957, alors que la rivière Túria coulait encore dans son lit d'origine et est l'œuvre de l'ingénieur Riojan Carlos Fernández Casado.La construction du pont est achevée le 23 décembre 1963
Elle rejoint l'avenue Ferran el Catòlic avec l'avenue Pape Pie XII, qui est la principale sortie de la ville en direction nord-ouest et mène à l'autoroute Ademús. Pour cette raison, malgré l'existence du nom Glòries Valencianes, le nom le plus courant, tant parmi les citoyens que sur les plans de la ville, est le pont Ademús.
Ce pont est l'un des plus larges et est dédié presque exclusivement à la circulation motorisée. Il est construit sur des piliers cylindriques en béton, deux groupes de six dans chaque section. Les piétons peuvent le traverser, mais il existe une passerelle réservée aux piétons quelques mètres plus à l'est. Le pont Ademús fait partie d'un des cercles concentriques de la ville et souffre donc d'un trafic intense de véhicules. Il repose sur une série de colonnes en béton fines et peu hautes, où leur nombre est plus important que le poids que chacune porte. En contrebas du pont se trouve un grand étang avec des fontaines qui forme un demi-cercle. Il y a quatre voies dans chaque direction. De chaque côté se trouve une rangée de lanternes.
Le pont a à chaque extrémité une entrée pour la station de métro Turia , située directement sous le pont et sous terre.